# Gerhard Wolff
Gerhard Wolff (* 28. März 1939; † 2. Februar 2023) war ein deutscher Fußballspieler, der in den 1960er Jahren für den FC Rot-Weiß Erfurt in der DDR-Oberliga, der höchsten Spielklasse im DDR-Fußball, aktiv war.

## Sportliche Laufbahn
Während seiner langjährigen Laufbahn in den DDR-weiten Fußball-Ligen spielte Gerhard Wolff stets im Thüringer Raum. Seine erste Station war die Betriebssportgemeinschaft (BSG) Lokomotive Weimar, für die er in der Saison 1958 (Kalenderjahrsaison) im Alter von 19 Jahren erstmals ein Spiel in der zweitklassigen I. DDR-Liga absolvierte. 1959 gehörte er mit 22 Einsätzen und einem Tor bei 26 Ligaspielen bereits zum Spielerstamm der BSG Lok. 1960 kam Wolff in den Punktspielen Ligamannschaft nicht zum Einsatz, Lok Weimar stieg in die II. DDR-Liga ab. Zu Beginn der Saison 1961/62 (Rückkehr zum Sommer-Frühjahr-Spielrhythmus) schloss sich die BSG Lok der BSG Motor Weimar an und stieg am Saisonende wieder in die I. DDR-Liga auf. Für die Spielzeit 1962/63 gehörte Wolff wieder zum Kader der Weimarer und kam in den 26 Ligaspielen 19-mal zum Einsatz, wobei er drei Tore erzielen konnte. Zur Saison 1963/64 wurde die II. DDR-Liga eingestellt, und die zweite Spielklasse wurde unter der Bezeichnung DDR-Liga weitergeführt, in der nun 30 Punktspiele zu absolvieren waren. Wolff kam auf 20 Einsätze und acht Tore. Nachdem er die Saison 1964/65 mit zehn Punktspieleinsätzen und sechs Toren begonnen hatte, wurde er zum Oberliga-Absteiger und Fußballschwerpunkt der Region SC Turbine Erfurt delegiert.
Dort hatte der zum SC Motor Jena abgegebene Mittelstürmer Rainer Knobloch eine empfindliche Lücke hinterlassen. Als neuer Mittelstürmer wurde Wolff bis zum Saisonende in zwölf Ligaspielen eingesetzt, und mit sechs Toren verhalf er dem SC Turbine zum Wiederaufstieg. In der Oberligaspielzeit 1965/66, in deren Verlauf die Fußballsektion des SC Turbine in den FC Rot-Weiß Erfurt umgewandelt wurde, ließ Trainer Helmut Nordhaus Wolff zunächst im Mittelfeld spielen, versetzte ihn in der Rückrunde aber in die Abwehr. So kam Wolff in seinen 25 Oberligaeinsätzen nur zu einem Torerfolg. 1967/68 kam Wolff lediglich am 5. und 6. Spieltag in der Oberliga als Verteidiger zum Einsatz, stattdessen bestritt in der DDR-Liga mit der 2. Mannschaft des FC Rot-Weiß 26 der 30 Punktspiele, wobei er einen Treffer erzielte.
Zur Saison 1968/69 wechselte Wolff zum DDR-Ligisten Motor Eisenach. Dort wurde er mit 28 Punktspieleinsätzen wieder Stammspieler (ein Tor), erlitt aber in der folgenden Saison mit nur einem Ligaspiel erneut einen Rückschlag. Da Eisenach anschließend in die Bezirksliga abstieg, kehrte Wolff erst wieder in der Spielzeit 1971/72 in die DDR-Liga zurück, nun aber als Spieler des Aufsteigers  BSG Zentronik Sömmerda. In der DDR-Liga wurden nun 22 Punktspiele ausgetragen, von denen Wolff 20 Begegnungen bestritt und mit drei Treffern als Torschütze wieder erfolgreicher war. Für den 33-Jährigen war es die letzte Saison im höherklassigen Fußball, die er als Stammspieler durchspielen konnte. 1972/73 spielte er für Sömmerda noch in drei Ligaspielen mit, danach kehrte er wieder zu Motor Eisenach zurück, wo er noch einmal in fünf DDR-Liga-Spielen mitwirkte.
Im Sommer 1974 beendete Gerhard Wolff seine Laufbahn im DDR-weiten Ligafußball. Zwischen 1958 und 1974 hatte er 27 Oberligaspiele absolviert und ein Tor erzielt, in der DDR-Liga war er in 183 Spielen eingesetzt worden und war auf 29 Tore gekommen.